# Ludzie dzisiejsi
Ludzie dzisiejsi – polski niemy film dramatyczny z 1921 roku. Film nie zachował się do dziś.

## Fabuła
Treścią filmu jest konflikt pomiędzy dyrektorem koncernu hutniczego Herbuttem a redaktorem dziennika "Prawo Ludu" - Konstantym Wrzosem, broniącym robotników. Szef koncernu usiłuje najpierw przekupić dziennikarza. Kiedy nie odnosi skutku, Herbutt postanawia go skompromitować, posługując się tancerką Kariną, która ma rozkochać w sobie Janka, syna dziennikarza Wrzosa. Sprawa kończy się niemal tragicznie, kiedy siostra Janka w przypływie złości rani Herbutta sztyletem. Wypadek ten jednak sprawia, że dwaj przeciwnicy postanawiają się pogodzić, uzmysłowiwszy sobie do czego doprowadza wzajemna nienawiść i wrogość. 

## Obsada
- Lech Owron - Herbutt, dyrektor koncernu
- Wiesław Gawlikowski - redaktor Konstanty Wrzos
- Stefan Hnydziński - Janek, syn Wrzosa
- Lidia Ley - tancerka Karina
- Maria Balcerkiewiczówna - nauczycielka
- Stefan Szwarc - agitator